# Любчо Благоев
Любчо Йорданов Благоев е български офицер, генерал-полковник и политик от БКП.

## Биография
Роден е на 13 октомври 1929 г. в пернишкото село Крапец, понастоящем несъществуващо. От 1944 г. е член на РМС, а от 1955 г. и на БКП. Завършва средно образование в Перник. Влиза в Българската армия през 1950 г. Завършва Висшето народно военновъздушно училище в Долна Митрополия. През 1965 г. завършва Военната академия в София. Завършил е Военната академия на Генералния щаб на СССР „Климент Ворошилов“. Командир на ескадрила в шеста изтребителна авиобаза в Балчик. Бил е командир на първа дивизия ПВО. От 16 октомври 1974 г. е заслужил летец на Народна република България. Между 1975 и 1990 г. е Командващ ПВО и ВВС на българската армия, като от 1976 до 1981 г. е кандидат-член на ЦК на БКП, а от 1981 до 1990 г. е член на ЦК на БКП.
В запас от 1990 г. Умира на 24 декември 1992 г.

## Военни звания
- Полковник (1965)
- Генерал-майор (1971)
- Генерал-лейтенант (1975)[3].
- Генерал-полковник ?